# U.S. Route 95
U.S Route 95 (också kallad U.S. Highway 95 eller med förkortningen  US 95) är en amerikansk landsväg i USA.